# Grembergen Broek met Groot Schoor
Het Grembergen Broek met Groot Schoor is een natuurgebied in de tot de Oost-Vlaamse gemeente Dendermonde behorende plaats Grembergen.
Het gebied bestaat uit een laaggelegen poldergebied nabij de Schelde waarin zich onder meer de Pilleput bevindt. Verder is er het buitendijkse Groot Schoor, een zoetwatergetijdenschor.